# Mistrzostwa Polski Juniorów w Saneczkarstwie 2019 (tory naturalne)
Mistrzostwa Polski Juniorów w saneczkarstwie na torach naturalnych 2019 zostały rozegrane w dniach 1–3 marca 2019 roku w Szelmencie. W konkurencji jedynek kobiet złoto zdobyła Julia Płowy, srebro Klaudia Promny, a brąz Elżbieta Klisz natomiast w konkurencji mężczyzn złoto zdobył Mateusz Zuber, srebro Szymon Majdak i brąz Kacper Pietraszko. W dwójkach zwyciężyli Mateusz Zuber i Julia Płowy. Drużynowo najlepszy okazał się KSS Beskidy Bielsko-Biała/Smyk w składzie Julia Płowy, Mateusz Zuber.